# Geminia sulphurea
Geminia sulphurea là một loài nhện trong họ Sparassidae. Chúng thuộc chi đơn loài Geminia, được Tord Tamerlan Teodor Thorell miêu tả năm 1897.